# Téboly (film, 1972)
A Téboly (eredeti cím: Frenzy) egy 1972-ben bemutatott angol thriller Alfred Hitchcock rendezésében, ami egy sorozatgyilkosról és a barátjáról szól, akit tévesen a gyilkosságokkal gyanúsítanak. A gyilkosságok részben szexuális indítékai miatt ez az egyetlen Hitchcock-film, ami magasabb korhatár besorolást kapott.

## Történet
A „londoni fojtogatónak” már sokadik áldozata kerül elő. Senki sem sejti, hogy a sorozatgyilkos egy látszólag tisztes, szeretetre méltó gyümölcskereskedő, aki nem tudja megállni, hogy ne bántsa a nőket, mániájának számos nő esett már áldozatul. Legutóbbi áldozatának holttestét azonban nem egyszerű eltüntetni, ezért kapóra jön neki egy régebbi, megszorult ismerőse, akire látszólag könnyen rákenheti a gyilkosságokat…
Richard Blaney egy kocsmában dolgozik, de kirúgják, mert a tulaj szerint lopott. Ő felkeresi az ismerősét, Robert Ruskot, aki gyümölcsöket árul. Rusk felajánlja a segítségét Blaney-nek, de ő úgy érzi, hogy erre nincs szüksége, de kapcsolatban maradnak. Ezután Rusk megöli Blaney feleségét és tovább szedi az áldozatait. A rendőrség Blaney-re kezd el gyanakodni, emiatt ő egy régi barátjánál bújik el, de ott nem maradhat sokáig, mert veszélyes. Rusk nyújt neki szállást, de Rusk a legutóbbi gyilkossága nyomait, a véres ruhákat fondorlatos módon Blaney csomagjába rejti, majd rendőrkézre juttatja barátját. Blaney-t letartóztatják. A tárgyaláson Rusk tanúvallomása és a bizonyítékok alapján a bíró Blaney-t bűnösnek nyilvánítja. Blaney bosszút esküszik Rusk ellen. Sikerül megszöknie. Felkeresi Ruskot, aki már elkövette a következő gyilkosságát, és éppen azon dolgozik, hogy áldozatának holttestét eltüntetesse. A Blaney-t üldöző rendőrnyomozó tettenéri Ruskot, így sikerül rábizonyítani a gyilkosságokat.

## Szereposztás
| Szerep                  | Színész            | Magyar hangja (1. szinkron, 1987) | Magyar hangja (2. szinkron) |
| ----------------------- | ------------------ | --------------------------------- | --------------------------- |
| Richard Ian Blaney      | Jon Finch          | Dörner György                     | Rékasi Károly               |
| Oxford főfelügyelő      | Alec McCowen       | Versényi László                   | Rosta Sándor                |
| Robert „Bob” Rusk       | Barry Foster       | Fülöp Zsigmond                    | Haás Vander Péter           |
| Hetty Porter            | Billie Whitelaw    | Menszátor Magdolna                | Kiss Eszter                 |
| Barbara „Babs” Milligan | Anna Massey        | Jani Ildikó                       | Bánfalvy Ágnes              |
| Brenda Margaret Blaney  | Barbara Leigh-Hunt | Kubik Anna                        | Frajt Edit                  |
| Felix Forsythe          | Bernard Cribbins   | Horkai János                      | Orosz István                |
| Mrs. Oxford             | Vivien Merchant    | Csűrös Karola                     | Zsurzs Kati                 |
| Spearman őrmester       | Michael Bates      | Dobránszky Zoltán                 | Szokolay Ottó               |
| Monica Barling          | Jean Marsh         | Kiss Mari                         | Igó Éva                     |
| Johnny Porter           | Clive Swift        | Makay Sándor                      | Harmath Imre                |
| Mrs. Davison            | Madge Ryan         | Pásztor Erzsi                     | Illyés Mari                 |
| Néző a megnyitón        | Alfred Hitchcock   | (nem szólal meg)                  | (nem szólal meg)            |